# カルヴィン・マーフィー
カルヴィン・ジェローム・マーフィー (Calvin Jerome Murphy, 1948年5月9日 - ) は、アメリカプロリーグNBAのヒューストン・ロケッツで活躍したアフリカ系アメリカ人の元バスケットボール選手。コネチカット州ノーウォーク出身、ナイアガラ大学卒業。
1970年の入団以来ロケッツ一筋でプレイし、身長175cm、体重72kgとNBA選手としては非常に小柄ながらも、13年間第一線で活躍した。1993年には殿堂入りを果たし、背番号『23』はロケッツの永久欠番となっている。1983年の現役引退後は解説者として活動している。

## 生い立ちと学生時代
母親と6人の姉妹がバトントワリングをしていたことから、彼もバトンを始め、1963年には全米大会で優勝し、様々なメジャースポーツイベントや1964年のニューヨーク万国博覧会への参加のオファーを受けるほどの腕前となっていた。しかしマディソン・スクエア・ガーデンに頻繁に足を運び、当時のNBAのスーパースターオスカー・ロバートソンに強い憧れを抱いたマーフィーは、その情熱をバトンよりもバスケットボールに傾けていった。彼のバスケット選手としての才能はバトンに遅れて高校生になって花開き、1966年にノーウォーク高校を卒業する時には2回のオールアメリカンと3回の州のオールチームに選ばれる優秀な選手へと成長していた。最終学年のシーズンには、大会MVPに輝いたダッパー・ダン・トーナメントでは37得点、やはり大会MVPに輝いたアレンタウン・クラシック・トーナメントでは66得点をあげている。マーフィーはコネチカットコーチ協会の殿堂入りとコネチカット記者団ゴールドキー賞を受賞している。後にノーウォーク高校はマーフィーの業績を記念して学校の住所を「23 Calvin Murphy Dr.」としている。

### ナイアガラ大学
ナイアガラ大学では後にユタ・ジャズのヘッドコーチとなるフランク・レイデン指導のもとでプレイ。公式試合に参加できる大学2年生の1967-68シーズンから先発に抜擢され、出場した24試合のうち23試合でチームハイの得点をあげ、全米得点ランキングではルイジアナ州立大学のピート・マラビッチに次ぐ第2位の平均38.2得点を記録した。翌1968-69シーズンはライバル校の多くがマーフィーに対し厳しいマークを敷いたため、得点アベレージは下がったもののそれでも平均32.4得点をあげ、シラキュース大学戦では68得点を記録している。1969-70シーズンは平均29.4得点をあげた。大学3年間の成績は77試合の出場で通算2,548得点、平均33.1得点。全てのシーズンでオールアメリカンに選ばれている。

## ヒューストン・ロケッツ
カレッジバスケ界での目覚しい活躍にもかかわらず、マーフィーはその小柄な体格が原因でNBAスカウト陣からはあまり高い評価を得られず、エントリーした1970年のNBAドラフトではサンディエゴ・ロケッツから2巡目18位という指名順位だった（175cmのマーフィーは1970年当時リーグで最も小さい選手だった）。しかしマーフィーはルーキーシーズンからその評価を覆す活躍を見せ、チームの主力選手の一人としてプレイし、やはり同じ年に全体2位指名でロケッツに入団し、後にマーフィーと共にロケッツを支えることになるルディ・トムジャノビッチの成績を遥かに上回る平均15.8得点4.0アシストの成績を残し、チームも前年の27勝を大幅に上回る40勝をあげた。マーフィーはオールルーキー1stチームに選出されている。NBAでのキャリアを順調にスタートさせたマーフィーは、翌1971-72シーズンには平均18.2得点4.8アシストまで成績を伸ばすが、本拠地をサンディエゴからヒューストンに移転したロケッツは伸び悩みのシーズンが続き、このシーズン終了後にはエースだったエルヴィン・ヘイズはチームを去り、以後ロケッツはトムジャノビッチとマーフィー、そして彼らより1年遅れて入団したマイク・ニューリンを中心としたチームとなった。1973-74シーズンには初の平均20得点超えとなる20.4得点、リーグ2位となる平均7.4アシストをあげ、1974-75シーズンにはロケッツが1967年に誕生して以来初の勝率5割以上となる41勝41敗の成績を残し、マーフィーらにとっては初のプレーオフに進出している。1976-77シーズンにはモーゼス・マローンとジョン・ルーカスが加入。チームはマーフィーの得点力をより活かすためにルーカスを先発に抜擢し、マーフィーをシューティングガードにコンバートした。マローンという後に偉大なセンターとなる新戦力を得たロケッツは当時の球団記録となる49勝をあげ、初の地区優勝を果たしている。翌1977-78シーズンはトムジャノビッチ、ニューリンらが相次いで故障に見舞われたため、彼らの穴を埋めるべく奮闘したマーフィーはキャリアハイとなる平均25.6得点をあげたが、チームは28勝54敗と大きく負け越した。翌1978-79シーズンにはリック・バリーが加入し、チーム成績は47勝まで持ち直し、オールスターにも初出場を果たしたマーフィーは平均20得点以上を稼ぎ出すスコアラーとして活躍し続けたが、トムジャノビッチ、ニューリンらには徐々に成績の後退が見られ、チームも1979-80シーズン、1980-81シーズンと続けて成績を落としていった。

### 1981年のファイナル進出
ニューリンがロケッツを去った1980-81シーズンにはすでにマローンはリーグトップレベルのセンターとしての地位を確立し、またマイク・ダンリービーやロバート・リードらがチーム内で台頭を見せていたが、ロケッツの成績は40勝42敗まで下降していた。プレーオフには第6シードぎりぎりで出場を果たすが、彼らの前には上位シードの強豪チームが立ちはだかった。しかしロケッツはプレーオフで奇跡の快進撃を続け、1回戦でマジック・ジョンソン、カリーム・アブドゥル＝ジャバーらを擁したロサンゼルス・レイカーズ、カンファレンス準決勝でジョージ・ガービン率いるサンアントニオ・スパーズと、当時を代表する強豪チームを次々と撃破。第7戦までもつれる激戦となったスパーズとのシリーズでマーフィーは大活躍を見せ、第5戦では36得点をあげると、勝敗を決する第7戦では大黒柱のマローンが体調不良に陥るというチームの危機を、マーフィーが42得点をあげて見事に救ってみせた。カンファレンス決勝ではやはり下位シードから勝ち上がってきたカンザスシティ・キングスを4勝1敗で降し、ロケッツは誰もが予想しなかったNBAファイナル初進出を果たす。ファイナルではラリー・バードらを擁し三度の黄金期を迎えようとしていたボストン・セルティックスの前に2勝4敗で破れ、夢のファイナル制覇はならなかった。
ファイナル進出以降成績が後退し始めたマーフィーは1983年に現役から引退した。引退した時点での通算17,949得点、4,402アシストなどはロケッツの歴代1位の記録だった。
- NBA通算成績
  - 出場試合：1,002試合
  - 得点：17,949得点（平均17.9得点）
  - リバウンド：2,103リバウンド（平均2.1リバウンド）
  - アシスト：4,402アシスト（平均4.4アシスト）
  - FT成功率：.892
  - FG成功率：.482

### 選手としての業績
マーフィーは鋭いドライブと「一吹きでくずかごの中に柔らかい綿を入れるようだ」と表現される滑らかなジャンプシュートを武器に得点を稼いだ優秀なスコアラーであり、どんな密集地帯からでも手首の返しだけでシュートを放って得点をあげることができ、NBAデビュー以来11シーズン連続でシーズン通算1,000得点以上を達成した。175cmとNBAでは極めて小柄ながらもスピードを活かしてコートを縦横無尽に駆け巡り、その姿は「あえてヘビー級の中で生計を立てるバンタム級の選手」とたとえられた。またフリースローの名手としても知られ、キャリア後半には2度フリースロー成功率でリーグ1位に輝いている。さらに1980-81シーズンにはNBA歴代3位となる78本連続フリースロー成功と、2008-09シーズンにホセ・カルデロンに破られるまで長らくNBA歴代1位に君臨したフリースロー成功率.958も記録した。マーフィーはロケッツにとってアキーム・オラジュワンに次いで長くチームに所属した選手であり、1試合最多得点、通算アシスト歴代1位など様々なスタッツでチーム歴代上位に入っている。
主な業績
- AP通信選出オールアメリカチーム　（1968, 1969, 1970）
- NBAオールルーキー1stチーム　（1971）
- NBAオールスターゲーム　（1979）
- フリースロー成功率1位　（1981, 1983）
- 1つのシーズンにおけるフリースロー成功率歴代2位：.958　（1981）
- 殿堂入り
- 背番号『23』はヒューストン・ロケッツの永久欠番
- 主なロケッツのチーム記録
  - 通算1,002試合出場はアキーム・オラジュワンに次ぐ歴代2位
  - 通算17,949得点はオラジュワンに次ぐ歴代2位
  - 通算4,402アシストは歴代1位
  - 通算1,165スティールはオラジュワンに次ぐ歴代2位
  - 通算フリースロー成功数3,445本はオラジュワンに次ぐ歴代2位
  - 1試合57得点はジェームズ・ハーデンに次ぐ歴代2位　（1978年3月18日、ニュージャージー・ネッツ戦にて）

## 引退後
現役引退後はロケッツのチームスタッフとして様々な役職で働いており、テレビ解説者としても知られている。2007年からはESPNラジオのヒューストン局で「The Calvin Murphy Show」のホストを務めている。